# Deltametryna
Deltametryna – organiczny związek chemiczny, syntetyczny insektycyd z grupy pyretroidów.